# Pleurodontagama
Pleurodontagama é um gênero extinto de lagarto iguaniano do Cretáceo Superior da Mongólia. A espécie típica, Pleurodontagama aenigmatodes, foi nomeada em 1984 com base em um crânio quase completo e mandíbula inferior isolada de uma localidade fóssil chamada Khermeen Tsav. Tem um crânio largo com um focinho plano, grandes soquetes oculares, e pequenos solavancos nas superfícies dos ossos. Pleurodontagama foi inicialmente classificado na família Priscagamidae, que é geralmente agrupada em um grande clado de iguanians chamado Acrodonta, membros dos quais são caracterizados por uma dentição "acrodonte" em que os dentes crescem a partir das margens das mandíbulas. No entanto, Pleurodontagama é incomum, pois tem uma dentições sub-abundante, o que significa que alguns de seus dentes crescem a partir das superfícies internas da mandíbula. Há também evidências que sugerem que seus dentes podem ter sido continuamente substituídos ao longo da vida, em oposição aos dentes permanentes dos acrodontanos. Pleurodontagama pode ter sido uma forma transitória entre o tipo acrodonte derivado e o tipo pleurodonte inferido para os ancestrais de Acrodonta.